# Novatada

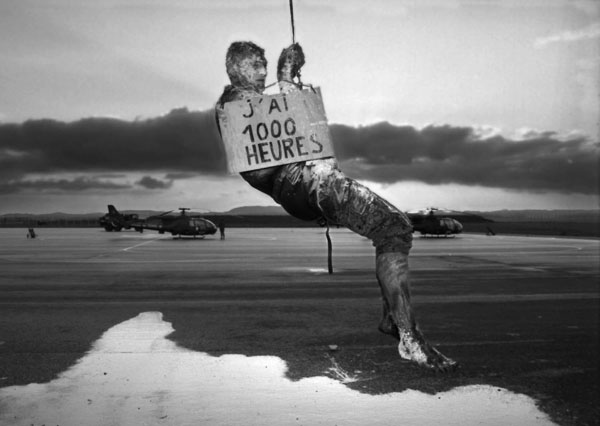
Celebración de las 1000 horas de vuelo de un piloto militar francés.

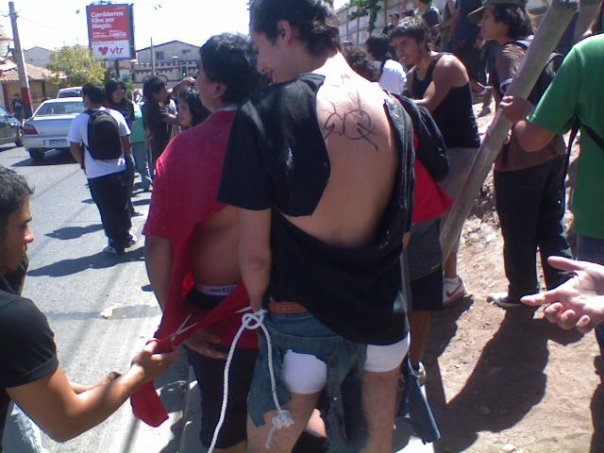
Un novato (o mechón, como se le dice en Chile) avanza con la ropa rota y la espalda pintada.

Las novatadas son la práctica de rituales que un grupo de personas lleva a cabo con el objetivo de humillar al novato mediante acoso o abuso para que este pueda formar parte del grupo. Las actividades realizadas son previas a la inserción de la persona a la agrupación. Son comunes en diversos contextos, especialmente en instituciones educacionales como universidades, en el servicio militar o en fraternidades. En muchos casos, las novatadas generan situaciones de violencia y humillación a los recién ingresados, lo que ha generado fuertes críticas a su realización, e inclusive la prohibición en ciertas ocasiones.  
Por ejemplo en Bolivia en las novatadas conocidas como bautizo para instituciones superiores, vale decir normales, universidades o instituciones militares se debe tomar una caja de cerveza mínimo para que te den la bienvenida; del mismo modo cuando alguien consigue un nuevo trabajo además de tomar la caja de cerveza debes tener relaciones sexuales con tu inmediato superior como agradecimiento, por ejemplo una secretaria debe tener relaciones con su jefe, estas prácticas pueden durar de un día a una semana, en caso de que estás actividades no se realicen simplemente no se consigue el trabajo  

## España
En España se dan novatadas de todo tipo, siendo habitual que estas se hagan a los nuevos en universidades o equipos de deporte. Cuando el servicio militar era obligatorio, la novatada habitual a los nuevos en la mili era hacerles beber de un garrafón con una mezcla de fuertes licores (whisky, patxarán, anís, ron...) cada mañana, durante su primera semana; esto sin contar que los oficiales obligaban a los nuevos a hacer lo que ninguno quería. En las universidades, las novatadas son una fiesta de iniciación a los novatos o pollos, donde deben participar de forma obligada por los veteranos en la mayoría de los casos, lo cual en este último tiempo está causando graves problemas, puesto que las novatadas están supuestamente prohibidas. Las novatadas comunes son mojar con agua fría a los novatos y rociarles harina; encerrarles en el cuarto; mentirles sobre las reglas (P.Ej: "Claro que puedes usar el ordenador por tu cuenta en clases..." y que sea mentira, acabando esto de forma problemática.); o lo que les apetezca a los alumnos "senior", que suele ser hacer pasillo a la entrada y dar collejas a los nuevos. Además, es muy común humillar a los novatos vistiéndoles con ropa de mujer, para lanzarles huevos además de echarles por todo el cuerpo diversos mejunjes. Aun así, es ahora muy poco habitual la práctica de la novatada en las universidades, pues los "novateadores" pueden encontrarse con una expulsión. En el ámbito deportivo, un buen ejemplo sería el fútbol. Se manda al nuevo hacer flexiones y no se le deja parar, se le hace un "cascanueces" (consiste en colocar a la desafortunada víctima con la ingle contra el palo de la portería y estirar de sus tobillos) o, en malos casos, se le da balonazos hasta que esté cubierto de moratones. En el deporte no se da en equipos de liga, sino en equipos amateur.

## «Mechoneo» chileno

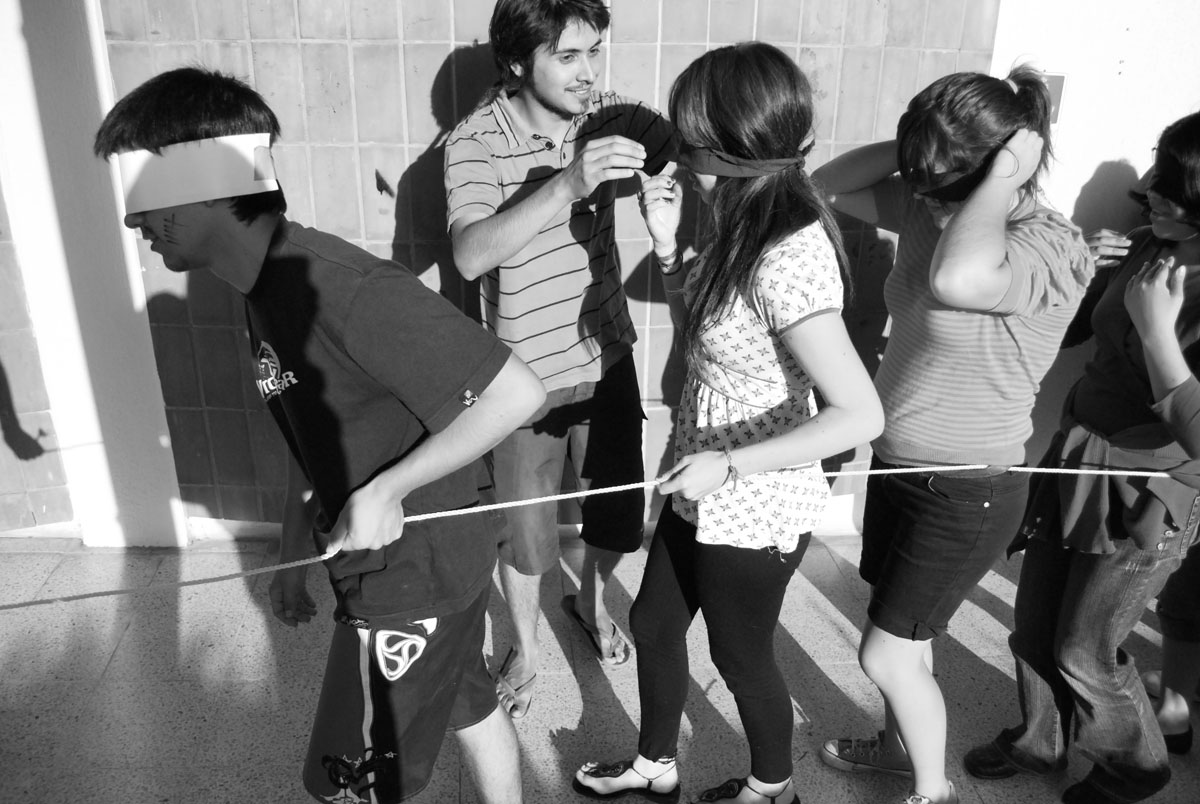
Una de las tradiciones más comunes del mechoneo es atar y vendar a los “mechones”.

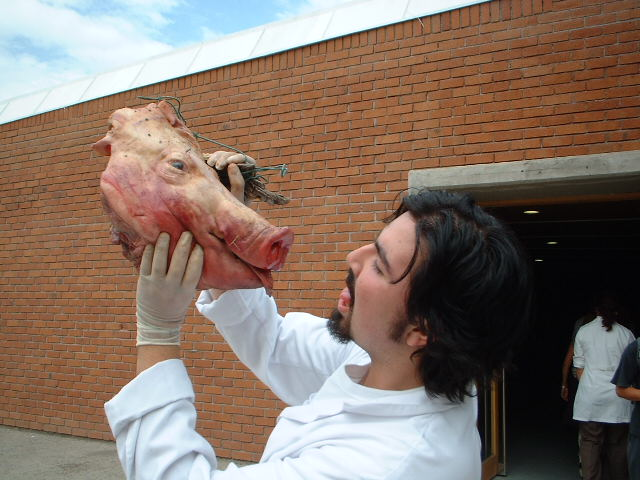
“Besar al chancho” es otra de las costumbres del mechoneo.

En Chile, las novatadas realizadas en universidades y algunas otras instituciones de educación superior para recibir a los alumnos de primer año son conocidas principalmente como mechoneo. Por extensión, a un alumno de primer año se les conoce informalmente como mechón. Aunque las novatadas son comunes en diversos países, en Chile el mechoneo es bastante tradicional y extendido.
Originado en los años 1960 como una suerte de ritual de iniciación, con el paso de los años se instituyó como una tradición a nivel nacional en Chile. El nombre de origen se debe a que la tradición incluía el corte de un mechón de cabello que marcaba al alumno debutante. Sin embargo, con el tiempo la tradición se expandió y terminó en ocasiones con el corte completo del cabello. Además, otras actividades comenzaron a agregarse como inocentadas que derivaron luego en acciones más violentas. Dentro de las acciones más comunes está el forzar a los alumnos a realizar situaciones desagradables, como el besar la boca de un cerdo faenado, romper o robar sus vestimentas, obligar a mendigar en las calles para recuperar sus pertenencias y sus ropas y lanzar huevos podridos sobre los mechones.
En los años 1990, el mechoneo se convirtió en tema de discusión nacional con los excesos que se cometieron en algunos lugares, incluyendo las quemaduras que sufrieron diversos jóvenes luego de que les lanzaran ácido como parte del mechoneo. En 2005, un joven de la Universidad de Los Lagos quedó hospitalizado por intoxicación alcohólica al ser obligado a beber grandes cantidades de licor junto a mariscos y huevos crudos. La violencia física entre alumnos también ha ocurrido en algunos mechoneos, terminando con alumnos apuñalados o de gravedad en el hospital.
Diversas universidades han tomado la decisión de prohibir los mechoneos o han obligado a la realización de éstos de forma más pacífica. El Instituto Nacional de la Juventud incluso ha lanzado campañas por un mechoneo menos violento.
También dentro de las tradiciones del mechoneo son las fiestas para celebrar este. Las denominadas “fiestas mechonas” se realizan generalmente con gran cantidad de gente, superando los miles de asistentes, y gran cantidad de alcohol terminando muchas personas con altos grados de ebriedad. Los lugares más frecuentes son el Parque Padre Hurtado en Santiago de Chile y varias playas del Litoral Central, siendo el realizado por la Universidad de Chile denominado “Cartagua” (en la playa de Cartagena) uno de los más concurridos.
Entre 2015 y 2018 las universidades deciden erradicar el mechoneo y reemplazarlo por actividades deportivas y culturales con el objetivo de eliminar la violencia, las humillaciones y las consecuencias que sufrían los estudiantes sometidos a las durísimas sesiones de esta iniciación.